# Skënderbeustadion
Het Skënderbeustadion is een multifunctioneel stadion in Korçë (Albanië). Het is de thuisbasis van voetbalclub Skënderbeu Korçë. Het stadion biedt plaats aan 12.343 toeschouwers. Om het veld ligt een atletiekbaan wat daarmee het beoefenen van die sport in het stadion mogelijk maakt. Het stadion werd tussen 2010 en 2011 volledig gerenoveerd.

## Interlands
Het Albanees voetbalelftal speelde één interland in het stadion.
| 1 | 17 november 2010 | Albanië – Macedonië | 0 – 0 | Vriendschappelijk | 12.000 |